# ФК Немзет
ФК Немзет (мађ. Nemzeti SC), је мађарски фудбалски клуб из Терезвароша Будимпеште.

## Историја клуба
ФК Немзет је дебитовао у првој мађарској лиги у сезони 1909/10. и првенство завршио на трећем месту.

### Имена клуба
- Немзети спортски клуб − Nemzeti Sport Club:1906–1926; 1940–1942; 1945; 1957;
- Клуб љубитеља спорта Немзет −  (професионалци): 1926–1931;
- Круг љубитеља спорта Немзет −  (професионалци): 1931–1940
- Терезвароши ТЦ − Terézvárosi TC: 1931 у јулу се ова два клуба ујединила
- Спортски клуб Немзет − Nemzeti Sport Club − између 1942–1945 и  1945–1957 клуб није функционисао

## Достигнућа
- 1908–1909 NB II - шампион,
- 1909–1910 NB I - треће место,
- 1935–1936 NB II - шампион